# It's Time (EP)
It's Time je extended play od americké indie rockové skupiny Imagine Dragons, které bylo vydáno dne 12. března 2011. Bylo nahráno ve Studiu X v Palms Hotel and Casino během podzimu 2010. Všechny písně napsali Imagine Dragons a mixoval je Mark Needham, který byl nominován na cenu Grammy.

## Film a televize
- Píseň „It's Time“ byla použita v reklamách pro MLS' Real Salt Lake a v traileru pro film Charlieho malá tajemství.
- Skladby „Tokyo“ a „Leave Me“ se objevili ve třetí sérii pořadu Around the World for Free .
- Píseň „It's Time“ se objevila ve 12. sezóně seriálu Degrassi v epizodách Never Ever Part One a Part Two.
- coververze „It's Time“ zazněla v první epizodě čtvrté série seriálu Glee, kde jí zpíval Blaine Anderson (v podání Darrena Crisse).
- „It's Time“ byla použita jako doprovodná hudba pro prezentaci Apple Keynote Event v září 2012.

## Seznam skladeb
| Pořadí         | Název                   | Délka |
| -------------- | ----------------------- | ----- |
| 1.             | It's Time               | 4:00  |
| 2.             | Amsterdam               | 4:05  |
| 3.             | Tokyo                   | 3:17  |
| 4.             | The River               | 3:25  |
| 5.             | Leave Me                | 3:31  |
| 6.             | Pantomime               | 5:02  |
| 7.             | Look How Far We've Come | 4:08  |
| 8.             | America                 | 4:33  |
| Celková délka: | Celková délka:          | 32:01 |